# Åke Fridell
Pour les articles homonymes, voir Fridell.
Åke Fridell, né le 23 juin 1919 à Gävle et mort le 26 août 1985 à Stockholm, est un acteur suédois.

## Filmographie
- 1946 : Il pleut sur notre amour d'Ingmar Bergman
- 1947 : L'Éternel Mirage d'Ingmar Bergman
- 1948 : Port étranger de Hampe Faustman
- 1949 : La Prison d'Ingmar Bergman
- 1949 : Bara en mor d'Alf Sjöberg
- 1949 : Numéro 17 (en) de Gösta Stevens
- 1953 : Un été avec Monika d'Ingmar Bergman
- 1953 : La Nuit des forains d'Ingmar Bergman
- 1953 : Barabbas d'Alf Sjöberg
- 1955 : Sourires d'une nuit d'été d'Ingmar Bergman
- 1957 : Le Septième Sceau d'Ingmar Bergman
- 1957 : Les Fraises sauvages d'Ingmar Bergman
- 1958 : Rabies d'Ingmar Bergman
- 1958 : Le Visage d'Ingmar Bergman
- 1970 : The Lustful Vicar (en) de Torgny Wickman